# Ivan Capelli
Ivan Capelli (n. 24 mai 1963) a fost un pilot italian de Formula 1.

## Cariera în Formula 1
| Sezon | Echipă                         | Puncte | Loc clasament general |
| ----- | ------------------------------ | ------ | --------------------- |
| 1985  | Tyrrell Racing Organisation    | 3      | 17                    |
| 1986  | Jolly Club SpA                 | 0      | -                     |
| 1987  | Leyton House March Racing Team | 1      | 19                    |
| 1988  | Leyton House March Racing Team | 17     | 7                     |
| 1989  | Leyton House March Racing Team | 0      | -                     |
| 1990  | Leyton House Racing            | 6      | 10                    |
| 1991  | Leyton House Racing            | 1      | 20                    |
| 1992  | Scuderia Ferrari               | 3      | 13                    |
| 1993  | Sasol Jordan                   | 0      | -                     |